# آيت زياد (تيدلي مسفيوة)
آيت زياد هي إحدى مشيخات المملكة المغربية، تتبع جغرافيا لإقليم الحوز وإداريًا لتيدلي مسفيوة. يقدر عدد سكانها بـ 15189 نسمة حسب الإحصاء الرسمي للسكان والسكنى لسنة 2004.